# Tuổi tác và khả năng sinh sản của nữ giới
Khả năng sinh sản của người nữ bị ảnh hưởng bởi tuổi tác. Do đó tuổi tác là một yếu tố sinh sản chính cho người phụ nữ. Bắt đầu có kinh nguyệt hay lần hành kinh đầu tiên thường xảy ra vào khoảng 12–13 tuổi, mặc dù có thể sớm hơn hoặc muộn hơn, điều này tùy thuộc vào mỗi cô gái. Sau tuổi dậy thì, khả năng sinh sản của nữ giới có chiều hướng tăng lên và sau đó giảm dần, với tuổi mẹ lớn (advanced maternal age) thì nguy cơ tăng lên vô sinh ở nữ giới.
Khả năng sinh sản của một người phụ nữ đạt đỉnh vào đầu và giữa tuổi đôi mươi (tức từ 20 - 25 tuổi), sau đó bắt đầu giảm dần đi. Trong khi nhiều nguồn nghiên cứu cho thấy sự sụt giảm đột ngột vào khoảng 35 tuổi, nhưng chưa  rõ ràng bởi các dẫn chứng này được trích dẫn từ thế kỷ XIX trở về trước. Một nghiên cứu năm 2004 về phụ nữ châu Âu đã phát hiện khả năng sinh sản của hai nhóm tuổi 27 - 34 và 35 - 39 chỉ có sự khác biệt bốn phần trăm. Ở tuổi 45, một phụ nữ nếu bắt đầu cố gắng thụ thai sẽ không sinh được con trong khoảng 50 - 80 phần trăm trường hợp. Mãn kinh, hay chấm dứt thời kỳ kinh nguyệt, thường xảy ra vào những năm 40 và 50, đánh dấu sự chấm dứt khả năng sinh sản, mặc dù vô sinh do tuổi tác có thể xảy ra trước đó. Mối liên quan giữa tuổi tác và khả năng sinh sản của phụ nữ đôi khi được gọi là "đồng hồ sinh học" của phụ nữ.